# Codex Porphyrianus

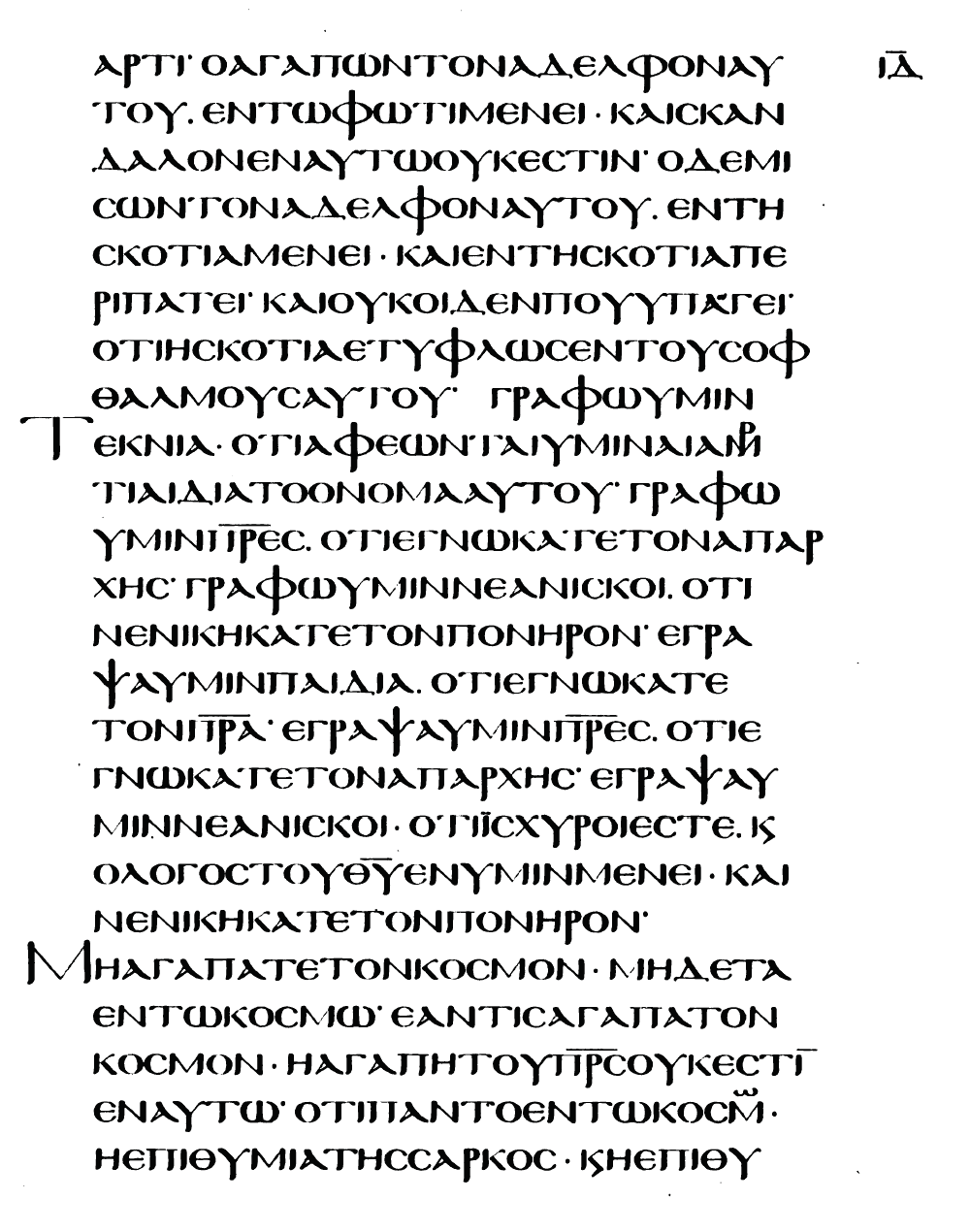
2 Johannes 2:9-16 (facsimile)

De Codex Porphyrianus (Gregory-Aland no. Papr of 025, von Soden α 5) is een van de Bijbelse handschriften. Het dateert uit de 9e eeuw, en is geschreven met hoofdletters (uncialen) op perkament.

## Beschrijving
De gehele Codex Porphyrianus bestaat uit 327 bladen (16 x 13 cm). De tekst is geschreven in een kolom van 24 regels per pagina.
Het handschrift is een palimpsest. De onderste tekstlaag bevat teksten van de Handelingen van de Apostelen, katholieke brieven, Brieven van Paulus, Openbaring aan Johannes met lacunes. De Codex Porphyrianus is een van de weinige unciaalhandschriften die de tekst van het boek Openbaring bevat.
De Codex Porphyrianus vertoont de Byzantijnse tekst. Kurt Aland plaatste de codex in Categorie V.
Het manuscript werd ontdekt door Tischendorf in 1862 te Sint-Petersburg. Tischendorf bewerkte de tekst in Monumenta sacra ineditavol. V-VI (1865-1869). Het handschrift bevindt zich in de Russische Nationale Bibliotheek (Gr. 225).
De 'bovenste' tekstlaag van dit palimpsest heeft ook de naam 'Minuskel 1834'. Deze dateert uit het jaar 1301 en bevat de tekst van de Handelingen der apostelen en de Brieven van Paulus, met een commentaar van Euthalius.